# Rogatec (gemeente)
Rogatec (Duits: Rohitsch in der Steiermark) is sinds 6 november 1994 een gemeente de Sloveense regio Savinjska en grenst aan Kroatië. Rogatec telt 3191 inwoners (2002).

## Woonkernen
De gemeente bestaat uit de drie deelraden Dobovec, Donačka Gora en Rogatec. Deze tellen de volgende dorpen: Brezovec pri Rogatcu, Dobovec pri Rogatcu, Donačka Gora, Log, Rogatec, Sv. Jurij, Tlake, Trlično, Žahenberc
Bistrica ob Sotli · Braslovče · Celje · Dobje · Dobrna · Gornji Grad · Kozje · Laško · Ljubno · Luče · Mozirje · Nazarje · Podčetrtek · Polzela · Prebold · Radeče · Rečica ob Savinji · Rogaška Slatina · Rogatec · Šentjur pri Celju · Slovenske Konjice · Šmarje pri Jelšah · Šmartno ob Paki · Solčava · Šoštanj · Štore · Tabor · Velenje · Vitanje · Vojnik · Vransko · Žalec · Zreče